# نيسين للأغذية (شركة)
نيسين للأغذية هي شركة غذائية يابانية متخصصة في تصنيع وتطوير النودلز السريعة التحضير. تأسست الشركة في اليابان في 4 سبتمبر 1948 من قبل موموفوكو أندو تحت اسم Nissin Food Products Co., Ltd.، وبعد عشر سنوات من إنشاءها قدمت الشركة اختراعها الأول النودلز السريعة التحضير تحت نكهة رامن الدجاج وبعد نجاحها. ثم تأسيس فرع الشركة التابعة للولايات المتحدة في عام 1970 وسجّلت ميعاتها تحت اسم توب رامن. أحدثت الشركة تورة غذائية بعد اختراع مؤسسها موموفوكو أندو للنودلز الفورية (1958) وكأس النودلز (1971). ·  انتقلت الشركة إلى مقرها الحالي في عام 1977، عندما تم الانتهاء من تشييد المبنى.
تتوفر منتجات نيسين في العديد من البلدان الآسيوية، مثل الفلبين وتايوان والهند وسنغافورة وتايلاند والصين وهونغ كونغ. وهي موجودة أيضا في قارات أخرى مثل الولايات المتحدة والمكسيك والبرازيل والسويد وألمانيا وأستراليا وفرنسا.
في عام 2007، أصبحت شركة Myojo Foods Co.، Ltd شركة تابعة مملوكة بالكامل لشركة نيسين للأغذية.